# Dipoena hui
Dipoena hui là một loài nhện trong họ Theridiidae.
Loài này thuộc chi Dipoena. Dipoena hui được Chuandian Zhu miêu tả năm 1998.